# رو قنطورس
رو قنطورس یک ستاره است که در صورت فلکی قنطورس قرار دارد.